# 茲米伊內茨
50°45′52″N 25°17′10″E / 50.76444°N 25.28611°E
茲米伊內茨（烏克蘭語：Зміїнець），是烏克蘭西部沃倫州的村落，隸屬盧茨克區盧茨克市鎮，位於盧茨克市西北方，始建於1400年，面積1.93平方公里，海拔高度189米，2001年人口1,350，人口密度每平方公里699.48人。